# Idaea subversaria
Idaea subversaria là một loài bướm đêm trong họ Geometridae.